# Белло, Мария
Мария Елена Белло (англ. Maria Elena Bello; род. 18 апреля 1967) — американская актриса, сценарист и продюсер. Номинантка на «Эмми» и двукратная номинантка на «Золотой глобус», обладательница премий «Выбор критиков» и Гильдии киноактеров Америки.

## Биография
Мария Белло родилась 18 апреля 1967 года в городе Норристауне, округ Монтгомери, Пенсильвания. Отец Джо Белло — итальянец, работал подрядчиком, мать Кэти Белло — полька, работала медсестрой. У Марии есть два родных брата Крис и Джоуи, а также младшая сестра Лиза.
После окончания католической средней школы Мария Белло продолжила обучение в университете Вилланова в пригороде Филадельфии, где изучала политологию, собираясь стать юристом. Но на старших курсах записалась на классы актёрского мастерства. После окончания университета Мария уехала в Нью-Йорк, где поступила в театральное училище и играла в малобюджетных офф-бродвейских постановках, таких как «Убийца во мне», «Городская планировка» и других. Работа в театре приносила очень малый доход, и поэтому Марии приходилось подрабатывать на нескольких работах. В 1995 году Мария переехала в Лос-Анджелес.
В начале своей карьеры Белло снималась в таких сериалах, как «Комиссар полиции», «Строго на юг» и «Человек ниоткуда». Затем она получила роль миссис Смит в сериале «Мистера и миссис Смит», но он был отменен через 8 недель. Белло сыграла роль педиатра Анны Дель Амико в сериале «Скорая помощь».
В фильме Бар «Гадкий койот» она сыграла роль Лил. Белло дважды номинировалась на премию «Золотой глобус» за роли в фильмах «Тормоз» «Оправданная жестокость». Далее последовали роли в фильмах «Жизнь по Джейн Остин», «Нападение на 13-й участок» и «Мумия: Гробница императора драконов».
В 2009 году она снялась в фильме «Жёлтый платочек счастья», который был выпущен в кинотеатрах 26 февраля 2010 года.
В 2010 году Белло снялась в сериале «Закон и порядок: Специальный корпус», а в следующем году ― в сериале «Главный подозреваемый». В 2011 году она стала членом совета директоров CQ Matrix Company. В 2014 году она снялась вместе с Фрэнком Грилло в триллере Джеймса Вана «Последний обряд».
С 2010 года Белло занимается продюсированием короткометражных фильмов. В 2022 году выступила продюсером фильма «Королева-воин» с Виолой Дэвис в главной роли.

## Личная жизнь
У Белло есть сын Джексон (род. 2001) от продюсера Дэна Макдермотта. В ноябре 2013 года Белло совершила каминг-аут, рассказав об отношениях с продюсером Клэр Манн. Они расстались в 2016 году.
В декабре 2019 года Белло обручилась с шеф-поваром Доминик Кренн.

## Фильмография
| Год       |   | Русское название                    | Оригинальное название                 | Роль                            |
| --------- | - | ----------------------------------- | ------------------------------------- | ------------------------------- |
| 1992      | ф | Всё в порядке                       | Maintenance                           | Эдди                            |
| 1995      | с | Блюститель закона                   | The Commish                           | Бетси                           |
| 1995      | с | Человек ниоткуда                    | Nowhere Man                           | Эмили                           |
| 1995      | с |                                     | Misery Loves Company                  |                                 |
| 1996      | с | Строго на юг                        | Due South                             | Маккензи Кинг                   |
| 1996—1997 | с | Мистер и Миссис Смит                | Mr. & Mrs. Smith                      | миссис Смит                     |
| 1997—1998 | с | Скорая помощь                       | ER                                    | Анна Дель Амико                 |
| 1998      | ф | Вечная полночь                      | Permanent Midnight                    | Китти                           |
| 1999      | ф | Расплата                            | Payback                               | Рози                            |
| 2000      | ф | Бар „Гадкий койот“                  | Coyote Ugly                           | Лил                             |
| 2000      | ф | Дуэты                               | Duets                                 |                                 |
| 2000      | ф | Любовник Сэм                        | Sam the Man                           |                                 |
| 2001      | ф | Китай: Приключение панды            | China: The Panda Adventure            |                                 |
| 2002      | ф | Автофокус                           | Auto Focus                            |                                 |
| 2002      | ф | Неверный                            | 100 Mile Rule                         | Моника                          |
| 2003      | ф | Тормоз                              | The Cooler                            | Натали                          |
| 2004      | ф | Серебряный город                    | Silver City                           | Нора                            |
| 2004      | ф | Никто не совершенен                 | Nobody’s Perfect                      |                                 |
| 2004      | ф | Тайное окно                         | Secret Window                         | Эми Рейни                       |
| 2005      | ф | Нападение на 13-й участок           | Assault on Precinct 13                |                                 |
| 2005      | ф | Оправданная жестокость              | A History of Violence                 | Иди Столл                       |
| 2005      | ф | Тёмные силы                         | The Dark                              | Адель                           |
| 2005      | ф | Сёстры                              | The Sisters                           |                                 |
| 2006      | ф | Здесь курят                         | Thank You for Smoking                 | Полли Бейли                     |
| 2006      | ф | Башни-близнецы                      | World Trade Center                    | Донна                           |
| 2006      | ф | Флика                               | Flicka                                | Нелл                            |
| 2007      | ф | Выкуп                               | Butterfly on a Wheel                  |                                 |
| 2007      | ф |                                     | Nothing is Private                    | Гейл                            |
| 2007      | ф | Жизнь по Джейн Остин                | The Jane Austen Book Club             | Джоселин                        |
| 2008      | ф | Мумия: Гробница императора драконов | The Mummy: Tomb of the Dragon Emperor | Иви О’Коннел                    |
| 2008      | ф | Жёлтый платочек счастья             | The Yellow Handkerchief               | Мэй                             |
| 2008      | ф | Скачивая Нэнси                      | Downloading Nancy                     |                                 |
| 2009      | ф | Частная жизнь Пиппы Ли              | The Private Lives of Pippa Lee        | Саки Саркисян / Suky Sarkissian |
| 2010      | ф | Одноклассники                       | Grown Ups                             | Салли Ламонсофф                 |
| 2010      | ф | В компании мужчин                   | The Company Men                       | Салли Уилкокс                   |
| 2010      | ф | Хороший мальчик                     | Beautiful Boy                         | Кейт                            |
| 2011—2012 | с | Главный подозреваемый               | Prime Suspect                         | Джейн Тимони                    |
| 2011      | ф | Захват                              | Carjacked                             | Аннабель                        |
| 2011      | ф | Погоня                              | Abduction                             | Мара                            |
| 2012—2013 | с | Контакт                             | Touch                                 | Люси Роббинс                    |
| 2013      | ф | Пленницы                            | Prisoners                             | Грейс Довер                     |
| 2013      | ф | Одноклассники 2                     | Grown Ups 2                           | Салли Ламонсофф                 |
| 2014      | ф | Громила                             | Big Driver                            | Тесс Торн                       |
| 2015      | ф | Тренер                              | McFarland, USA                        | Шерил Уайт                      |
| 2016      | ф | Макс Стил                           | Max Steel                             | Молли Макграт                   |
| 2016      | ф | И гаснет свет...                    | Lights Out                            | Софи                            |
| 2016—2021 | с | Голиаф                              | Goliath                               | Мишель МакБрайд                 |
| 2018      | ф | Привидение                          | Every Day                             | Линдси                          |
| 2018      | ф | Маленькие гиганты                   | Giant Little Ones                     | Карли Винтер                    |
| 2018      | ф |                                     | Better Start Running                  | агент МакФадден                 |
| 2017—2021 | с | Морская полиция: Спецотдел          | NCIS                                  | агент Джек Слоан                |
| 2020      | ф | Водный человек                      | The Water Man                         | шериф Гудвин                    |
| 2022      | ф | Королева-воин                       | The Woman King                        | (как продюсер)                  |
| 2023      | с | Грызня                              | Beef                                  | Джордан Форстер                 |
| 2025      | с | Хейвенпорт                          | The Waterfront                        | Белль Бакли                     |

## Награды и номинации
Перечислены основные награды и номинации.
- 1998 — Награда Гильдии киноактеров Америки в категории «Лучший актерский ансамбль в драматическом сериале» за роль Анны Дель Амико в сериале «Скорая помощь»
- 2004 — Номинация на премию «Золотой глобус» в категории «Лучшая актриса второго плана» за роль Натали в фильме «Тормоз»
- 2004 — Номинация на Гильдию киноактеров Америки в категории «Лучшая актриса второго плана» за роль Натали в фильме «Тормоз»
- 2006 — Премия Ассоциации кинокритиков Чикаго в категории «Лучшая роль второго плана» за роль Иди Столл в фильме «Оправданная жестокость»
- 2006 — Номинация на премию «Золотой глобус» в категории «Лучшая драматическая актриса» за роль Иди Столл в фильме «Оправданная жестокость»
- 2009 — Номинация на премию «Независимый дух» в категории «Лучшая актриса» за роль Нэнси Стоквелл в фильме «Скачивая Нэнси»
- 2013 — Награда Национального совета кинокритиков Америки в категории «Лучший актерский ансамбль» за роль Грейс Довер в фильме «Пленницы»
- 2024 — Награда «Выбор критиков» в категории «Лучшая актриса второго плана в мини-сериале» за роль Джордан Форстер в сериале «Грызня»
- 2024 — Номинация на премию «Эмми» в категории «Лучшая актриса второго плана в мини-сериале» за роль Джордан Форстер в сериале «Грызня»